# Anna Pihl – Auf Streife in Kopenhagen
Anna Pihl – Auf Streife in Kopenhagen ist eine dänische Polizeiserie. Die Serie lief dort mit großem Erfolg auf dem Sender TV 2 und erreichte in der dritten Staffel einen Marktanteil von bis zu 60 Prozent. In Deutschland wurden die erste und die zweite Staffel vom ZDF ausgestrahlt, auf DVD sind die drei Staffeln erhältlich.

## Inhalt
Die Serie handelt von der jungen dänischen Streifenpolizistin Anna Pihl. In der ersten Folge tritt sie ihren Dienst auf der Wache „Bellahøj“, der größten Polizeistation Dänemarks, an.
Anna Pihl versucht stets, ihren anspruchsvollen Beruf und ihr Privatleben zu meistern. Sie ist geschieden und lebt mit ihrem Sohn Mikkel und dem homosexuellen Jan unter einem Dach. In einer der ersten Folgen kommt sie ihrem Kollegen Martin näher. Nachdem seine Ex-Freundin Laura eines Abends bei ihr vor der Tür steht, bekommt Anna jedoch Zweifel, ob sie mit Martin wirklich eine Beziehung eingehen soll.
Nachdem Annas Kollegin Mikala Hansen bei einer Messerstecherei verletzt wird, fährt sie mit dem ehrgeizigen Kim auf Streife. Dieser macht ihr schnell deutlich, dass er nichts von Frauen im Streifendienst hält. Anna fühlt sich zudem genervt von Kims ständiger Überkorrektheit und Pedanterie. Sie ist ihm jedoch sehr dankbar, als er ihrem Sohn Mikkel das Leben rettet, indem er einen Hund erschießt, der Mikkel angreift.

## Veröffentlichung
| Figur            | Darsteller                 | Deutscher Sprecher       |
| ---------------- | -------------------------- | ------------------------ |
| Anna Pihl        | Charlotte Munck            | Gundi Eberhard           |
| Mikkel           | William Hagedorn-Rasmussen | Paul-Lino Krenz          |
| Henning          | Kurt Ravn                  | Ernst Meincke            |
| Jan              | Peter Mygind               | Bernd Vollbrecht         |
| Kim C. Blomberg  | Paw Henriksen              | Dennis Schmidt-Foß       |
| Mikala Hansen    | Iben Hjejle                | Claudia Urbschat-Mingues |
| Martin           | Claes Bang                 | Peter Flechtner          |
| Ole              | Henrik Birch               | Stefan Gossler           |
| Eva              | Tammi Øst                  | Eva Kryll                |
| Karim Kadhjani   | Said Chayesteh             |                          |
| Daniel Nordstrøm | Ola Rapace                 | Oliver Feld              |

Die ersten beiden Staffeln wurden bei der Arena Synchron vertont, die dritte Staffel bei der TNT Media. Oliver Feld schrieb die Dialogbücher der ersten beiden Staffeln und führte auch die Dialogregie. Diese Aufgaben wurden für die dritte Staffel von Reinhard Knapp übernommen.
Zwischen Juni und August 2007 wurden neun Folgen der ersten Staffel im Vorabendprogramm des ZDF gezeigt. Die Serie wurde allerdings wegen schlechter Quoten aus dem Programm genommen. Ab dem 4. September 2008 wurde die erste Staffel dann vollständig im Nachtprogramm des ZDF ausgestrahlt. Im Anschluss daran wurde bis zum 29. Januar 2009 auch die zweite Staffel gesendet. Die Ausstrahlung der 3. Staffel ist vom ZDF nicht geplant.
Am 16. Juni 2011 kam die erste Staffel auf dem deutschen Markt heraus. Hierbei handelt es sich um eine neu gemasterte Version, da in der Vergangenheit mehrfach die Synchronisation der Serie bemängelt wurde. Die erste Staffel besteht aus zehn Episoden mit knapp 400 Minuten auf drei DVDs. Herausgegeben wird sie von FilmConfect Home Entertainment.
Am 15. September 2011 erschien die zweite Staffel auf DVD. Sie umfasst wieder zehn Episoden auf drei DVDs mit ca. 400 Minuten Länge. Beide Staffeln sind in Deutsch und dänisch erschienen, haben aber keine Untertitel. Die Dritte Staffel ist in Deutschland am 24. Januar erschienen. Sie umfasst erneut zehn Folgen auf 3 DVDs mit insgesamt 418 Minuten Laufzeit.
Internationale Sender
- Dänemark: TV 2
- Deutschland: ZDF
- Finnland: YLE TV1
- Island: Ríkisútvarpið
- Norwegen: TV 2
- Schweden: TV4
- Lateinamerika: Eurochannel
- Österreich: ServusTV

## Belege
1. ↑  Uwe Mantel: ZDF streicht Vorabendserie „Anna Pihl“ ab sofort. In: DWDL.de. 28. August 2007, abgerufen am 24. Mai 2023.